# 新加坡氣象局
新加坡氣象局（英語：Meteorological Service Singapore，縮寫：MSS）是新加坡國家環境局轄下的部門，專責觀察天氣及氣候，并提供氣象信息服務。該機構收集及維持天氣記錄，評估自然災害的風險與影響。

## 組織
- 新加坡氣候研究中心
- 氣象系統部
- 危機及資源部
- 天氣服務部

## 外部連結
- （英文）新加坡氣象局 （页面存档备份，存于）